# Ліндведель
Ліндведель (нім. Lindwedel) — громада в Німеччині, розташована в землі Нижня Саксонія. Входить до складу району Гайдекрайс. Складова частина об'єднання громад Швармштедт.
Площа — 16,56 км2. Населення становить 2729 ос. (станом на 31 грудня 2021).